# She's Gotta Have It
„She's Gotta Have It“ е американски филм от 1986 година, романтична комедия на режисьора Спайк Лий по негов собствен сценарий.
В центъра на сюжета е млада афроамериканка от средната класа в Бруклин от 80-те години на XX век, която се опитва да поддържа любовни връзки с трима различни мъже. Главните роли се изпълняват от Трейси Камила Джонс, Томи Редмънд Хикс, Джон Канада Терел, Спайк Лий.